# Anopheles greeni
Anopheles greeni is een muggensoort uit de familie van de steekmuggen (Culicidae). De wetenschappelijke naam van de soort is voor het eerst geldig gepubliceerd in 1991 door Rattanarithikul & Harbach.